# Taslima Nasrin
Taslima Nasrin (Mymensingh, Bangladesh, 25 de agosto de 1962, nome completo Nasrin Jahan Taslima de Rajab Ali e Idul Ara) é uma médica e escritora bengali que posteriormente se tornou escritora feminista e que se descreve a si mesma como humanista secular.

## Biografia
A partir de um modesto perfil literário em finais da década de 1980, conseguiu uma ascensão meteórica para a fama mundial nos finais do século XX pela sua grave e severa crítica do Islamismo - e da religião em geral - com a publicação do seu livro "Vingança". Devido às reiteradas ameaças à sua vida feitas por fundamentalistas islâmicos, Taslima teve que refugiar-se primeiro na Índia, mas a constante preocupação pela sua segurança também aí a obrigou a permanecer oculta e com paradeiro desconhecido durante vários meses sob uma estrita vigilância. Más tarde mudou-se para a Suécia e planeava regressar à Índia em finais de agosto de 2008.

### Casamentos
Em 1982 enamorou-se do poeta Rudra Mohammad Shahidullah e fugiu de casa para se casar com ele. Divorciaram-se em 1986. Mais tarde casou com o jornalistta e editor Nayeemul Islam Khan e divorciaram-se em 1991. Nesse mesmo ano casou com Minar Mahmood, diretor do antigo semanário Bichinta, e divorciaram-se em 1992.

## Prémios e distinções
Taslima recebeu diversos prémios em reconhecimento do seu compromisso incondicional pela liberdade de expressão. Alguns foram:
- Prémio literário Ananda, Índia, 1992
- Prémio Natyasava, Bangladesh, 1992
- Prémio Sakharov, Parlamento Europeu, 1994
- Prémio pelos Direitos Humanos do Governo da França[2], 1994
- Prémio Édito de Nantes[3], 1994
- Prémio Kurt Tucholsky Suecia, 1994
- Hellman-Hammett Grant da Human Rights Watch, EUA, 1994
- Prémio humanista da Human-Etisk Forbund, Noruega, 1994
- Feminista do ano pela Feminist Majority Foundation [4], EUA, 1994
- Doctora honoraria de la Universidade de Gante, Bélgica, 1995
- Título da Academia Alemã de Intercâmbio [5], Alemanha, 1995
- Prémio Monismanien de la Universidad de Uppsala, Suecia, 1995
- Prémio humanista por International Humanist and Ethical Union[6], Grã-Bretanha, 1996
- Laurea Humanista por Center for Inquiry|International Academy for Humanism, EUA, 1996
- Prémio literário Ananda, Índia, 2000
- Líder global do amanhã do Fórum Económico Mundial, 2000
- Prémio Erwin Fischer de International League of non-religious and atheists (IBKA)[7], Alemania, 2002
- Prémio heroína livre-pensadora da Freedom From Religion Foundation[8], EUA, 2002
- Reconhecimento por Carr Centre for Human Rights Policy[9], John F. Kennedy School of Government, Harvard University, EUA, 2003
- Prémio Madanjeet Singh Unesco por la promoción de la tolerancia y no-violencia [10], 2004
- Doutora Honoris Causa da American University of Paris, 2005[11]
- Prémio Simone de Beauvoir, 2008